# Segretariato delle Nazioni Unite
(Statuto delle Nazioni Unite, capitolo XV, articolo 97)
Il Segretariato delle Nazioni Unite (United Nations Secretariat - UNS) è uno degli organi principali delle Nazioni Unite. È guidato dal segretario generale ed è costituito da un insieme di uffici e dipartimenti finalizzati alla gestione amministrativa dell'ONU. Ha sede presso il Palazzo di vetro a New York. 
Il Segretariato dispone di un vasto apparato burocratico per lo svolgimento delle proprie funzioni. I funzionari internazionali in servizio presso il Segretariato, il loro reclutamento e i vari aspetti del rapporto d'impiego (diritti e doveri) sono stabiliti dall'Assemblea generale con apposite norme. I funzionari non possono ricevere istruzioni da alcun governo, in quanto indipendenti. A vigilare sulla corretta osservanza delle norme riguardanti il rapporto d'impiego tra funzionari e Organizzazione è stato posto il Tribunale amministrativo, composto da sette persone, indipendenti, nominate dall'Assemblea, e con competenza a giudicare ogni controversia relativa all'eventuale inosservanza delle suddette norme.

## Organizzazione

### Uffici
- Ufficio esecutivo del Segretario generale (EOSG)
- Ufficio delle Nazioni Unite per i servizi interni (OIOS)
- Ufficio delle Nazioni Unite per gli affari legali (OLA)
- Ufficio per gli affari del disarmo (ODA)
- Ufficio delle Nazioni Unite per gli affari umanitari (OCHA)
- Ufficio per il controterrorismo (OCT)
- Ufficio delle Nazioni Unite per il controllo della droga e la prevenzione del crimine (UNODOC)
- Ufficio delle Nazioni Unite per gli affari dello spazio extra-atmosferico (UNOOSA)
- Ufficio di coordinamento per lo sviluppo (DCO)
- Ufficio delle Nazioni Unite per la riduzione del rischio dei disastri (UNDRR)
- Ufficio delle Nazioni Unite per i partenariati (UNOP)

### Dipartimenti
- Dipartimento per gli affari politici e per il consolidamento della pace (DPPA)
- Dipartimento per le operazioni di mantenimento della pace (DPO)
- Dipartimento per gli affari economici e sociali (DESA)
- Dipartimento di sostegno operativo (DOS)
- Dipartimento per l'Assemblea generale e la gestione delle conferenze (DGACM)
- Dipartimento per la comunicazione globale delle Nazioni Unite (DGC)
- Dipartimento per la sicurezza e la protezione (DSS)
- Dipartimento per la strategia, la politica e la conformità della gestione (DMSPC)

### Consiglieri speciali, rappresentanti e inviati
- Ufficio dell'Alto rappresentante delle Nazioni Unite per i paesi meno sviluppati, i paesi in via di sviluppo senza sbocco sul mare e i piccoli stati insulari in via di sviluppo (UN-OHRLLS)
- Ufficio del consigliere speciale per l'Africa (OSAA)
- Ufficio dei consiglieri speciali per la prevenzione dei genocidi e della responsabilità di proteggere
- Ufficio del rappresentante speciale del Segretario generale per i bambini e i conflitti armati (SRSG-CAAC)
- Ufficio del rappresentante speciale del Segretario generale sulla violenza sessuale nei conflitti (SRSG-SVC)
- Ufficio del rappresentante speciale del Segretario generale sulla violenza contro i bambini (SRSG-VAC)

### Commissioni regionali
- Commissione economica per l'Africa (ECA)
- Commissione economica e sociale per l'Asia e il Pacifico (ESCAP)
- Commissione economica e sociale per l'Asia Occidentale (ESCWA)
- Commissione economica per l'Europa (ECE)
- Commissione economica per l'America Latina e i Caraibi (ECLAC)

### Uffici fuori dalla Sede centrale
- Ufficio delle Nazioni Unite a Ginevra (UNOG)
- Ufficio delle Nazioni Unite a Nairobi (UNON)
- Ufficio delle Nazioni Unite a Vienna (UNOV)